# Пайчадзе, Сергей Антонович
Сергей Антонович Пайчадзе (груз. სერგეი ანტონის ძე პაიჭაძე) (7 июня 1936, Батуми, ЗСФСР, СССР — 24 октября 2007, Якутск, Якутия, РФ) — советский и российский историк и книговед. Кандидат филологических наук, доктор исторических наук, профессор.

## Биография
Родился 7 июня 1936 года в Батуми.
В 1956 году поступил в Ленинградский государственный институт культуры имени Н. К. Крупской, который окончил в 1961 году. В 1970 году там же окончил аспирантуру. После окончания института и аспирантуры работал в системе книжной торговли и занимался вопросами комплектования библиотек.
В 1971 году ЛГИК имени Н. К. Крупской защитил диссертацию на соискание учёной степени кандидата филологических наук по теме «Книгоиздательское дело в СССР в послевоенный период: некоторые тенденции развития и вопросы типологии»
В 1971 году был принят на работу в Хабаровский государственный институт культуры, где он заведовал кафедрой библиографии, а также являлся деканом библиотечного факультета и проректором вплоть до 1986 года.
В июне 1986 года был принят на работу в ГПНТБ, где проработал вплоть до своей смерти.
В 1992 году в Иркутском государственном университете защитил диссертацию на соискание учёной степени доктора исторических наук по теме «Развитие русского книжного дела на Дальнем Востоке (Вторая половина XIX- нач. XX вв.)»
В 1994 году присвоено учёное звание профессора.
Скончался 24 октября 2007 года в Якутске.

## Научная деятельность
- Внёс огромный вклад в развитие библиотечно-информационного образования на Дальнем Востоке и в Сибири.
- 1971-2007 — Готовил специалистов библиотечного дела для регионов Дальнего Востока и Сибири.
- Занимался руководством аспирантами, которые учатся на аспирантуре.
- Имел свою научную школу.
- Организовал Макушинские чтения.

## Научные труды
Основные научные работы посвящены книговедению. Автор свыше 160 научных работ.
- Елепов Б. С., Пайчадзе С. А. Геополитический характер распространения русской книги: к постановке вопроса. — Новосибирск, 2001. — 84 с. — (Препринт / ГПНТБ СО РАН ; 01-2)
- Книжная культура Азиатской России: эволюция и внешние связи : отчет о научно-исследовательской работе : проект НИР 2004—2006 гг. / Рос. акад. наук, Сиб. отд-ние, Гос. публ. науч.-техн. б-ка; науч. рук. проекта: А. Л. Посадсков, С. А. Пайчадзе. — Новосибирск : [б. и.], 2006. — 59 с.
- Очерки истории книжной культуры Сибири и Дальнего Востока. Т. 1-5 / С. А. Пайчадзе, Е. Б. Артемьева, В. Н. Волкова, И. А. Гузнер, В. А. Зверев, А. Л. Посадсков, Е. Н. Савенко, И. В. Лизунова / ГПНТБ СО РАН. — Новосибирск : ГПНТБ СО РАН, 2000—2006.
- Пайчадзе С. А., С. Н. Лютов, Е. Н. Савенко Военная книга в Сибири и на Дальнем Востоке: история издания и социальные функции (1917—1945 гг.) / Рос. акад. наук. Сиб. отд-ние. ГПНТБ. — Новосибирск : ГПНТБ СО РАН, 1998. — 160 с.
- Пайчадзе С. А., Потапов М. Г. Книга в местах лишения свободы / М-во образования и науки Рос. Федерации, Федер. агентство по образованию, Новосиб. гос. техн. ун-т. — Новосибирск : Издательство Новосиб. гос. техн. университета, 2006. — 183 с.
- Пайчадзе С. А. Книга Дальнего Востока: Очерк истории. — Новосибирск : ГПНТБ СО РАН, 1983. — 160 с.
- Пайчадзе С. А. Книжная культура за Уралом: исследования конца XX- начала XXI столетий. — Омск : [б. и.], 2008. — 153 с.
- Пайчадзе С. А. Книжное дело на Дальнем Востоке. Дооктябрьский период : монография. — Новосибирск : ГПНТБ СО АН СССР, 1991. — 268 с.
- Пайчадзе С. А. Русская книга в странах Азиатско-Тихоокеанского региона : (Очерки истории второй половины XIX- нач. XX столетия) / науч. ред. Баренбаум И. Е. ; Рос. акад. наук. Сиб. отд-ние. Гос. публ. науч.- техн. б-ка. — Новосибирск : [б. и.], 1995. — 225 с.